# Bohrung

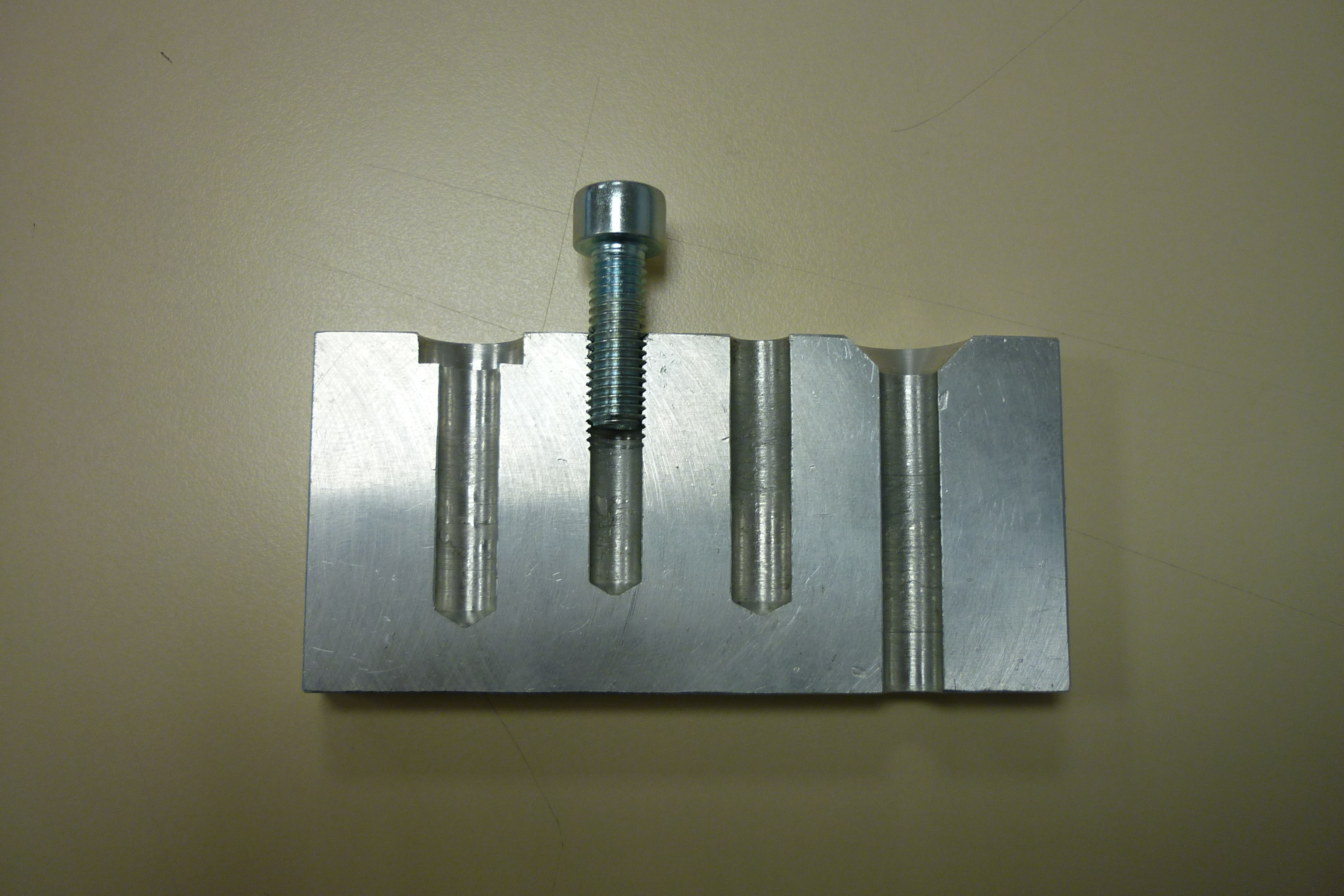
Bohrungen in unterschiedlichen Ausführungen in einem Werkstück hergestellt, welches im Anschluss abgefräst wurde, sodass die Bohrungen zur Hälfte freiliegen; verschiedene Sackloch-Bohrungen, ganz links eine mit Plansenkung; mittig eine Gewindebohrung mit eingedrehter Schraube; rechts eine Durchgangsbohrung mit einer kegelförmigen Senkung versehen

Darstellung einer Bohrung, wie sie in Technischen Zeichnungen üblich ist

Bohrung (auch Bohrloch) ist der technische Begriff für eine meist runde, seltener unrunde, Vertiefung oder einen Durchbruch. Voraussetzung ist die Herstellung der Bohrung mittels bohren mit rotierenden Werkzeugen, sogenannter Bohrer. Nur in Ausnahmen wie dem Bohrerodieren oder Laserbohren spricht man ebenfalls von einer Bohrung.
Bohrungen können sowohl per Hand mit einer Handbohrmaschine als auch auf einer Reihe von Werkzeugmaschinen, wie Bohrmaschine, Drehmaschine, Fräsmaschine erzeugt werden. Für besonders genaue Bohrungen wurden sogenannte Lehrenbohrwerke für Werkstücke aller Größen entwickelt. Bohrungen können auch in das Erdreich oder durch massive Felsen getrieben werden, beispielsweise beim Brunnen- und Tunnelbau sowie in der Erdöl- und Gasförderung. Die Maschinen, Gerätschaften und Anlagen hierfür umfassen ein breites Spektrum von einfachen Brunnenbohrmaschinen bis zu hochkomplexen Bohranlagen, Bohrinseln oder Bohrschiffen. Gemeinsam ist allen Bohrungen, dass sie mit rotierenden Werkzeugen und der mechanischen Abnahme der Späne oder Bruchstücke hergestellt werden. Aber auch funkenerosiv, schwingläppend oder mittels Laser eingebrachte Löcher werden Bohrungen genannt. In vielen Fällen handelt es sich dann jedoch um Gravuren.
Wird in eine Bohrung ein Gewinde eingebracht, spricht man von einer Gewindebohrung.
In Technischen Zeichnungen gelten für die Darstellung und Bemaßung von Bohrung und Gewinde besondere Darstellungsregeln. So wurde früher z. B. das Symbol ø für den Durchmesser (Nenndurchmesser) nur dann in das Maß der Zeichnung eingetragen, wenn die kreisrunde Form der Bohrung nicht sofort erkennbar war, d. h. bei der versteckten Darstellung oder einer Schnittdarstellung der Bohrung.

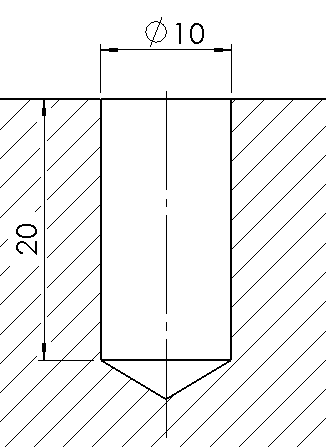
Sackbohrung von der Seite
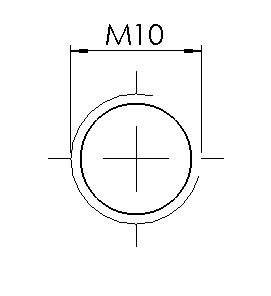
Gewindebohrung von oben
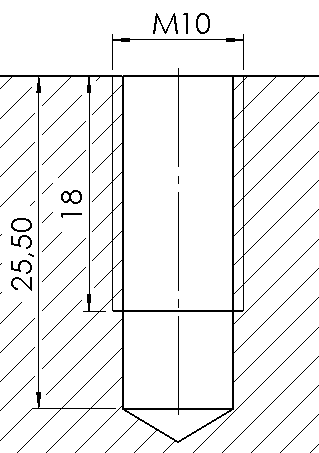
Gewindesackbohrung von der Seite